# 云岭西路
云岭西路是中華人民共和國上海市普陀區一條東西走向道路。西起蘇州河邊的花園，東至真北路，全長1490米。道路名稱來自於雲南省的雲嶺。道路始建於1955年。